# Biskupi i arcybiskupi Albi
Biskupi i arcybiskupi Albi – lista biskupów i arcybiskupów francuskiej archidiecezji Albi.

## Biskupi Albi
- Salwiusz (VI w.)
- Durand (1228–1254)
- Bernard de Combret (1254–1271)
- Bernard de Castanet (1275–1308)
- Bertrand des Bordes (1308–1310)
- Géraud (1311–1313)
- Béraud de Farges (1313–1333)
- Pierre de Vie (1334–1336)
- Bernard de Camiet (1337)
- Guillaume de Court OCist (1337–1338)
- Pectin de Montesquieu (1339–1350)
- Arnaud Guillaume de La Barthe CRSA (1350–1354)
- Hugues Aubert (1354–1379)
- Domenico da Firenze OP (1379–1382)
- Jean de Saya (1382–1383)
- Guillaume de la Voute OSB (1383–1392)
- Domenico da Firenze OP (1392–1410) ponownie
- Pierre Le Neveu (1410–1434)
- Robert Dauphin OSB (1434–1461)
- Bernard de Cazilhac (1461–1462)
- Jean Jouffroy OSB (1462–1473)
- Louis d’Amboise [I] (1474–1510)
- Louis d'Amboise [II] (1510–1513)
  - Giulio de’ Medici (1513–1515) biskup elekt
- Jacques Robertet (1515–1519)
- Aymar de Gouffier OSB (1524–1528)
- Louis de Guise (1550–1561)
- Philippe Rodolfi (1568–1574)
- Giuliano de’ Medici (1576–1588)
- Alphonse d’Elbène [I] (1589–1608)
- Alphonse d’Elbène [II] (1608–1634)[a]
- Gaspard de Daillon du Lude (1636–1676)

## Arcybiskupi Albi
- Hyacinthe Serroni OP (1678–1687)
- Charles Le Goux de la Berchère (1693–1703)
- Henri de Nesmond (1793–1722)
- Armand-Pierre de la Croix de Castries (1722–1747)
- Dominique de La Rochefoucauld 1747–1759)
- Léopold-Charles de Choiseul-Stainville (1759–1764)
- François-Joachim de Pierre de Bernis (1764–1794)
- François de Pierre de Bernis (1794–1802)[b]
  - diecezja zlikwidowana
- Charles Brault (1817–1833)
- François-Marie-Edouard de Gualy (1833–1842)
- Jean-Joseph-Marie-Eugène de Jerphanion (1843–1864)
- Jean-Paul-François-Marie-Félix Lyonnet (1865–1875)
- Etienne-Emile Ramadié (1876–1884)
- Jean-Émile Fonteneau (1884–1899)
- Eudoxe-Irénée-Edouard Mignot (1899–1918)
- Pierre-Célestin Cézerac (1918–1940)[c]
- Jean-Joseph-Aimé Moussaron (1940–1956)
- Jean-Emmanuel Marquès (1957–1961)
- Claude Dupuy (1961–1974)
- Robert Coffy (1974–1985)
- Joseph-Marie-Henri Rabine (1986–1988)
- Roger Meindre (1989–1999)
- Pierre-Marie Carré (2000–2011)
- Jean Legrez OP (2011-2023)
- Jean-Louis Balsa (od 2023)